# Masters 1988
La edición 19 de la Tennis Masters Cup se realizó del 28 al 2 de diciembre del 1988 en Nueva York, Estados Unidos.

## Individuales

### Clasificados
- Jakob Hlasek
- Ivan Lendl
- Tim Mayotte
- Andre Agassi
- Stefan Edberg
- Boris Becker
- Mats Wilander
- Henri Leconte

### Grupo A
| Resultados Round Robin-Win | Result-Res | -Winner-Winner-Winner-Win | -Score-Score-Score-Score |
| -------------------------- | ---------- | ------------------------- | ------------------------ |
| Jakob Hlasek (SUI)         | derrota a  | Ivan Lendl (CZE)          | 4–6, 6–3, 7–5            |
| Jakob Hlasek (SUI)         | derrota a  | Andre Agassi (USA)        | 6–3, 6–2                 |
| Jakob Hlasek (SUI)         | derrota a  | Tim Mayotte (USA)         | 7–5, 6–3                 |
| Ivan Lendl (CZE)           | derrota a  | Andre Agassi (USA)        | 1–6, 7–6, 6–3            |
| Ivan Lendl (CZE)           | derrota a  | Tim Mayotte (USA)         | 6–2, 3–6, 6–3            |
| Andre Agassi (USA)         | derrota a  | Tim Mayotte (USA)         | 6–2, 6–4                 |

### Grupo B
| Resultados Round Robin-Win | Result-Res | -Winner-Winner-Winner-Win | -Score-Score-Score-Score |
| -------------------------- | ---------- | ------------------------- | ------------------------ |
| Stefan Edberg (SWE)        | derrota a  | Boris Becker (GER)        | 7–6, 3–6, 6–4            |
| Stefan Edberg (SWE)        | derrota a  | Mats Wilander (SWE)       | 6–2, 6–2                 |
| Boris Becker (GER)         | derrota a  | Mats Wilander (SWE)       | 7–6, 6–7, 6–1            |
| Boris Becker (GER)         | derrota a  | Henri Leconte (FRA)       | 6–0, 1–0, r              |
| Mats Wilander (SWE)        | derrota a  | Henri Leconte (FRA)       | 6–2, 6–4                 |
| Henri Leconte (FRA)        | derrota a  | Stefan Edberg (SWE)       | 6–4, 6–2                 |

### Eliminatorias
|  | Semifinales | Semifinales   | Semifinales | Semifinales | Semifinales |    |              | Final | Final | Final | Final | Final | Final | Final |  |
|  |             |               |             |             |             |    |              |       |       |       |       |       |       |       |  |
|  |             |               |             |             |             |    |              |       |       |       |       |       |       |       |  |
|  | 6           | Jakob Hlasek  | 6           | 6           |             |    |              |       |       |       |       |       |       |       |  |
|  | 6           | Jakob Hlasek  | 6           | 6           |             |    |              |       |       |       |       |       |       |       |  |
|  | 4           | Boris Becker  | 7           | 7           |             |    |              |       |       |       |       |       |       |       |  |
|  | 4           | Boris Becker  | 7           | 7           |             | 4  | Boris Becker | 5     | 7     | 3     | 6     | 7     |       |       |  |
|  |             |               |             |             |             | 4  | Boris Becker | 5     | 7     | 3     | 6     | 7     |       |       |  |
|  |             |               | 2           | Ivan Lendl  | 7           | 65 | 6            | 2     | 65    |       |       |       |       |       |  |
|  | 5           | Stefan Edberg | 2           | Ivan Lendl  | 7           | 65 | 6            | 2     | 65    | 3     | 6     |       |       |       |  |
|  | 5           | Stefan Edberg |             |             |             |    |              |       |       | 3     | 6     |       |       |       |  |
|  | 2           | Ivan Lendl    | 6           | 7           |             |    |              |       |       |       |       |       |       |       |  |
|  | 2           | Ivan Lendl    | 6           | 7           |             |    |              |       |       |       |       |       |       |       |  |
|  |             |               |             |             |             |    |              |       |       |       |       |       |       |       |  |

Campeón :  Boris Becker
| Predecesor: 1987 | ATP World Tour Finals 1988 | Sucesor: 1989 |

- Datos: Q590165